# تپه شین‌آباد
تپه شین آباد مربوط به دوران‌های تاریخی پس از اسلام است و در شهرستان پیرانشهر، بخش مرکزی، روستای شین آباد واقع شده و این اثر در تاریخ ۱۷ اسفند ۱۳۸۱ با شمارهٔ ثبت ۷۷۴۸ به‌عنوان یکی از آثار ملی ایران به ثبت رسیده است.